# Betty Lou Beets
Betty Lou Beets (12 de marzo de 1937 – 24 de febrero de 2000) fue una asesina estadounidense. Fue condenada a muerte por el asesinato de su quinto esposo, Jimmy Don Beets de 46 años, ocurrido el 6 de agosto de 1983, y ejecutada por inyección letal en 2000 en el estado de Texas.

## Primeros años
Nació como Betty Lou Dunevant, hija de Margaret Louise Smithwick (20 de abril de 1917 – 16 de junio de 1993) y James Garland Dunevant (15 de septiembre de 1912 – 14 de febrero de 2003) en Roxboro, Carolina del Norte. Beets tenía problemas de audición debido a un ataque de sarampión en su infancia y afirmó que su padre abusó sexualmente de ella.
Cuando Betty era todavía una niña, la familia se mudó de Carolina del Norte a Hampton, Virginia, donde su padre trabajaba como maquinista en el Centro de investigación de Langley. Su madre fue internada cuando ella tenía doce años, dejándola para que cuidara a su hermana menor y a otro hermano.

## Primeros matrimonios
Betty se casó con su primer esposo, Robert Franklin Branson, cuando tenía apenas quince años en 1952, y de acuerdo a sus partidarios, todos sus matrimonios estaban plagados de abuso sexual y violencia doméstica. Cabe aclarar que las denuncias de Betty de violencia doméstica y abuso sexual ocurrieron mucho después de su condena y sentencia de muerte. Se divorciaron en 1969.
En 1970 contrajo matrimonio con Billy York Lane, aunque se divorciaron ese mismo año. Después del divorcio, ella y Lane continuaron peleando, él se rompió la nariz y amenazó con matarla, Betty disparó e hirió a Lane. Ella fue juzgada por intento de asesinato, pero los cargos fueron retirados después de que Lane admitió que había amenazado su vida. Justo después del juicio en 1972, inusitadamente volvieron a casarse, pero esta vez el matrimonio duró solo un mes.
En 1973, a los 36 años, Betty comenzó a salir con Ronnie Threlkold y se casaron en 1978. Este matrimonio tampoco pareció funcionar, en una ocasión Beets intentó arrollar a Threlkold con su auto. El matrimonio terminó en 1979. Ese mismo año Betty cumplió treinta días en la cárcel por obscenidad pública, fue arrestada en un bar topless donde trabajaba.

## Asesinatos
A fines de 1979 Beets conoció y se casó con otro hombre, Doyle Wayne Barker. Se divorció de Barker en 1980, pero nadie sabía del paradero de Barker. Más tarde se descubriría que su cuerpo baleado estaba enterrado en el patio trasero de la casa de Betty Lou, y se determinó que Doyle fue asesinado en octubre de 1981.
En agosto de 1982, Betty volvió a casarse de nuevo, esta vez con un bombero jubilado de Dallas, Jimmy Don Beets. El 6 de agosto de 1983, Betty denunció la desaparición de su esposo de su casa cerca de Cedar Creek Lake, en el condado de Henderson, Texas. Su hijo, Robert Branson, testificaría más tarde que Beets le había dicho que tenía la intención de matar a su marido y le dijo que abandonara la casa. Al regresar a la casa dos horas después, encontró a Jimmy Don Beets muerto con dos heridas de bala. Ayudó a su madre a ocultar el cuerpo en el patio delantero de la casa, después de lo cual Beets llamó a la policía.
Según su hijo, Beets puso algunos de los medicamentos para el corazón de Jimmy Don en su bote de pesca al día siguiente. Branson y Betty abandonaron el barco en el lago. El barco fue encontrado el 12 de agosto de 1983 en la playa de Redwood Beach Marina. Creyendo que se había caído por la borda y se había ahogado, la policía pasó tres semanas haciendo rastrillajes en el lago buscando el cuerpo de Jimmy Don.

## Arresto, juicio y condena

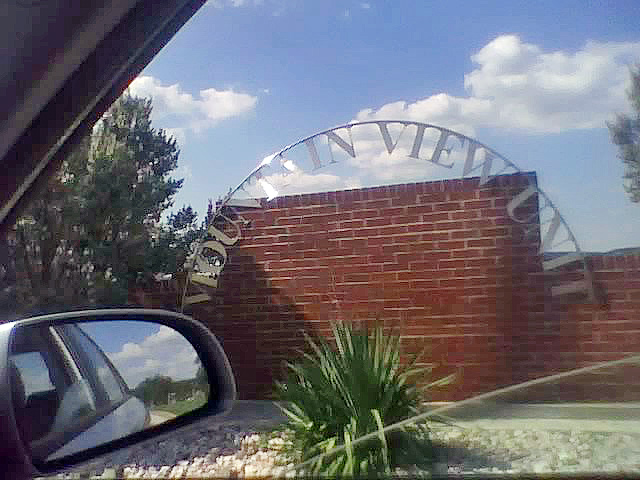
La Unidad Mountain View tiene el corredor de la muerte estatal para mujeres de Texas

El 8 de junio de 1985, el alguacil del Condado de Henderson recibió información que condujo a suficientes pruebas para arrestar a Beets en relación con la desaparición de su esposo. Una orden de registro fue emitida y un registro de la casa de Beets encontró los restos de Jimmy Don en un pozo de los deseos lleno de tierra. También se encontraron enterrados en un garaje los restos de Doyle Wayne Barker, otro exmarido de Beets. A ambos les dispararon con una pistola calibre 38.
Su juicio por el asesinato a cambio de una remuneración de Jimmy Don Beets comenzó el 11 de julio de 1985 en el Tribunal de Distrito 173 del Condado de Henderson. Se declaró inocente y afirmó que dos de sus hijos habían cometido los asesinatos. Fue declarada culpable el 11 de octubre de ese mismo año, tres días después, fue sentenciada a muerte. También fue juzgada pero nunca condenada por el asesinato de Doyle Wayne Barker, ya que al tener una condena de muerte un segundo juicio fue considerado innecesario.
Fue encarcelada en la Unidad Mountain View, la cual tiene el corredor de la muerte estatal para mujeres en Texas.

## Ejecución

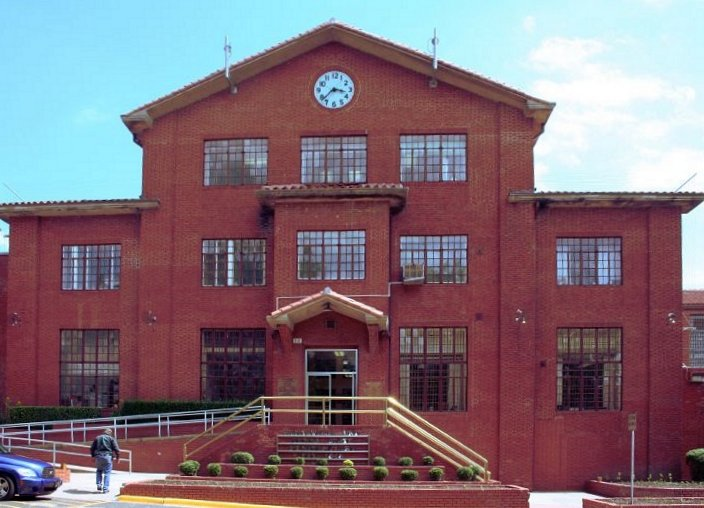
La Unidad de Huntsville tiene la cámara de ejecución del estado de Texas

Después de que sus apelaciones fueron negadas a lo largo de 1999, se fijó una fecha de ejecución para el 24 de febrero de 2000.
Fue ejecutada por inyección letal el 24 de febrero de 2000 a las 6:18 p. m. (CST) en la Unidad de Huntsville. No pidió una comida final, ni hizo una declaración final. En el momento de la ejecución tenía 62 años y tenía cinco hijos, nueve nietos y seis bisnietos. Como la mayoría de los criminales ejecutados, fue cremada después de su muerte. Sus cenizas fueron esparcidas sobre la tumba de su madre.
Fue la cuarta mujer ejecutada en el país y la segunda en el estado de Texas (desde Karla Faye Tucker) después de la reintroducción de la pena de muerte a nivel nacional en 1976.

## En los medios
- El caso es recreado en la serie de televisión Las verdaderas mujeres asesinas (Deadly Women) de Investigation Discovery, en el episodio 4 de la Temporada 3 (2009).

- La historia de los crímenes de Betty Lou Beets fue contada por su hija Shirley Furgala como parte de un episodio de la serie de televisión Evil Lives Here el 13 de septiembre de 2020.